# نتارسودیل
نتارسودیل (انگلیسی: Netarsudil) دارویی برای درمان گلوکوم است.

## موارد منع مصرف
نتارسودیل به غیر از حساسیت شناخته شده به دارو هیچ منع مصرفی ندارد.

## اثرات نامطلوب
شایع‌ترین عوارض جانبی عبارتند از هیپرمی (افزایش جریان خون همراه با قرمزی، در ۵۱٪ بیماران) در ملتحمه، قرنیه ورتیسلاتا (رسوب دارو در قرنیه، در ۱۷٪)، و درد چشم (در ۱۷٪). سایر عوارض جانبی در کمتر از ۱۰ درصد افراد رخ می‌دهد. واکنش‌های حساسیت بیش از حد در کمتر از ۱٪ رخ می‌دهد.

## فارماکولوژی
مکانیسم اثر این دارو کاملاً مشخص نیست. این دارو آنزیم رو کیناز را مهار می‌کند و به نظر می‌رسد که این امر باعث افزایش خروج زلالیه از طریق شبکه ترابکولار می‌شود و همچنین فشار را در وریدهای لایه اپیسکلرا کاهش می‌دهد. این دارو همچنین ناقل نوراپی‌نفرین را مهار می‌کند.